# Sterculia urens
Espèce
Classification phylogénétique
Sterculia urens est une espèce d'arbres de la famille des Sterculiaceae selon la classification classique, ou de celle des Malvaceae selon la classification phylogénétique.
Elle est originaire d'Inde et du Sri Lanka.
L'exsudat provenant des branches peut être utilisé comme gomme ou comme mucilage. Il est connu sous le nom de « gomme karaya ».